# اون (آلمان)
اون (به آلمانی: Auen) یک شهر در آلمان است که در Bad Kreuznach واقع شده‌است.